# Saint-André-en-Barrois
Saint-André-en-Barrois è un comune francese di 64 abitanti situato nel dipartimento della Mosa nella regione del Grand Est.

## Società

### Evoluzione demografica
Abitanti censiti